# Levy Maria Jordão
Levy Maria Jordão de Paiva Manso (Lisboa, 9 de janeiro de 1831 — Lisboa, 19 de julho de 1875), ou visconde de Paiva Manso, doutor em Direito pela Universidade de Coimbra, foi um advogado e historiador que ocupou diversos cargos políticos de relevo, nomeadamente os de deputado e de vereador da Câmara Municipal de Lisboa. Foi sócio da Academia das Ciências de Lisboa.

## Biografia
Levy Maria Jordão foi filho primogénito do prestigiado advogado e escritor Abel Maria Jordão de Paiva Manso, o 1.º barão de Paiva Manso, e de D. Catarina Angélica Dias Mendes. Era irmão do médico Abel Maria Dias Jordão. Cresceu numa família ligada aos meios intelectuais de Lisboa, cidade onde realizou os estudos preparatórios para admissão ao curso de Direito da Universidade de Coimbra.
Em Coimbra revelou-se um excelente aluno, recebendo em todos os anos do curso o prémio de mérito que era concedido pela Faculdade de Direito. Ainda estudante do 3º ano, publicou um ensaio sobre a história do Direito Romano, impresso em volumes nesse e nos dois anos seguintes. Obteve o grau de doutor em Direito a 19 de junho de 1853, defendendo uma dissertação intitulada O fundamento do direito de punir.
Terminado o curso, instalou-se em 1853-1854 na cidade de Lisboa como advogado, ganhando rapidamente fama de grande causídico. Com intervenção em causas célebres, sobre as quais foi publicando opúsculos com as peças processuais mais relevantes, ficaram célebres as suas intervenções em processos mediáticos como a suspensão do arcebispo de Mitilene (1856), o divórcio de António Dantas da Gama (1857) e a petição de agravo em defesa do prelado de Moçambique (1859). Ganhou ainda maior notoriedade quando foi encarregado pelo Governo Português de redigir as memórias jurídicas a apresentar no processo de arbitragem que opôs Portugal à Grã-Bretanha sobre os direitos de posse dos territórios em torno de Lourenço Marques.
A fama de grande intelectual que já trazia de Coimbra, levou a uma rápida ascensão nos meios intelectauais de Lisboa, sendo eleito sócio efetivo da Academia das Ciências de Lisboa em 28 de julho de 1855. Nas sessões da Academia das Ciências contribuiu com importantes memórias jurídicas e com diversas biografias.
Ingressou na actividade política, tendo entre 1856 e 1859 sido vereador da Câmara Municipal de Lisboa. Foi auditor junto do Ministério da Marinha (1859) e depois deputado às Cortes (1861-1870), eleito pelo Partido Progressista, integrando várias comissões parlamentares na área da administração e dos direitos, liberdades e garantias. Foi um dos revisores da reforma penal e membro da comissão encarregada da revisão do Código Civil Português. Membro do Conselho de Sua Majestade Fidelíssima, a 13 de outubro de 1869 foi agraciado pelo rei D. Luís com o título de visconde de Paiva Manso.
Apesar de ter falecido a 19 de junho de 1875, com apenas 44 anos de idade, deixou uma vasta produção literária e jurídica . Também escreveu para os periódicos da época, sendo conhecida colaboração sua em O Instituto, A Gazeta dos Tribunaes, a Semana e a Revolução de Setembro. A sua obra mais conhecida, que continua relevante, intitula-se História do Direito. Quando faleceu preparava uma História do Congo, de que a Academia das Ciências de Lisboa publicou alguns dos documentos.
Terá sido iniciado na Maçonaria em Coimbra, porque em 1863, com o nome simbólico de Fabrício e o grau 7 é listado como obreiro da Loja Liberdade.

## Obras publicadas
Entre outras, é autor das seguintes obras:
- Commentario ao Codigo Penal Portuguez. Lisboa: Tipografia de José Baptista, 1853;
- O Fundamento do Direito de Punir. Dissertação inaugural para o acto de conclusões magnas. Coimbra: Imprensa da Universidade, 1853;
- História da Real Casa de Santo António. Lisboa: Imprensa União Tipográfica, 1857;
- Étude historique sur la quotité disponible en Portugal. Paris: Auguste Durand Libraire, 1857;
- Cours de Droit Pénal. Lisboa: Typographie de Lallemant & C.ª, 1858;
- Memoria historica sobre os bispados de Ceuta e Tanger. Lisboa: Academia Real das Ciências, 1858;
- Portugalliae inscriptiones romans. Lisboa: Tipografia da Academia, 1859;
- Bullarium Patronatus Portugalliae Regum in ecclesiis Africae, Asiae atque. Lisboa: Ex-Tipografia Nacional, 1868-1879, 5 vols.;
- Memoria sobre Lourenço Marques (Delagoa Bay) pelo visconde de Paiva Manso. Lisboa: Imprensa Nacional, 1870;
- Historia Ecclesiastica Ultramarina. Lisboa: Imprensa Nacional, 1872;
- História do Congo: obra póstuma. Lisboa: Tipografia da Academia Real das Ciências, 1877.